# Kirsten Brosbøl

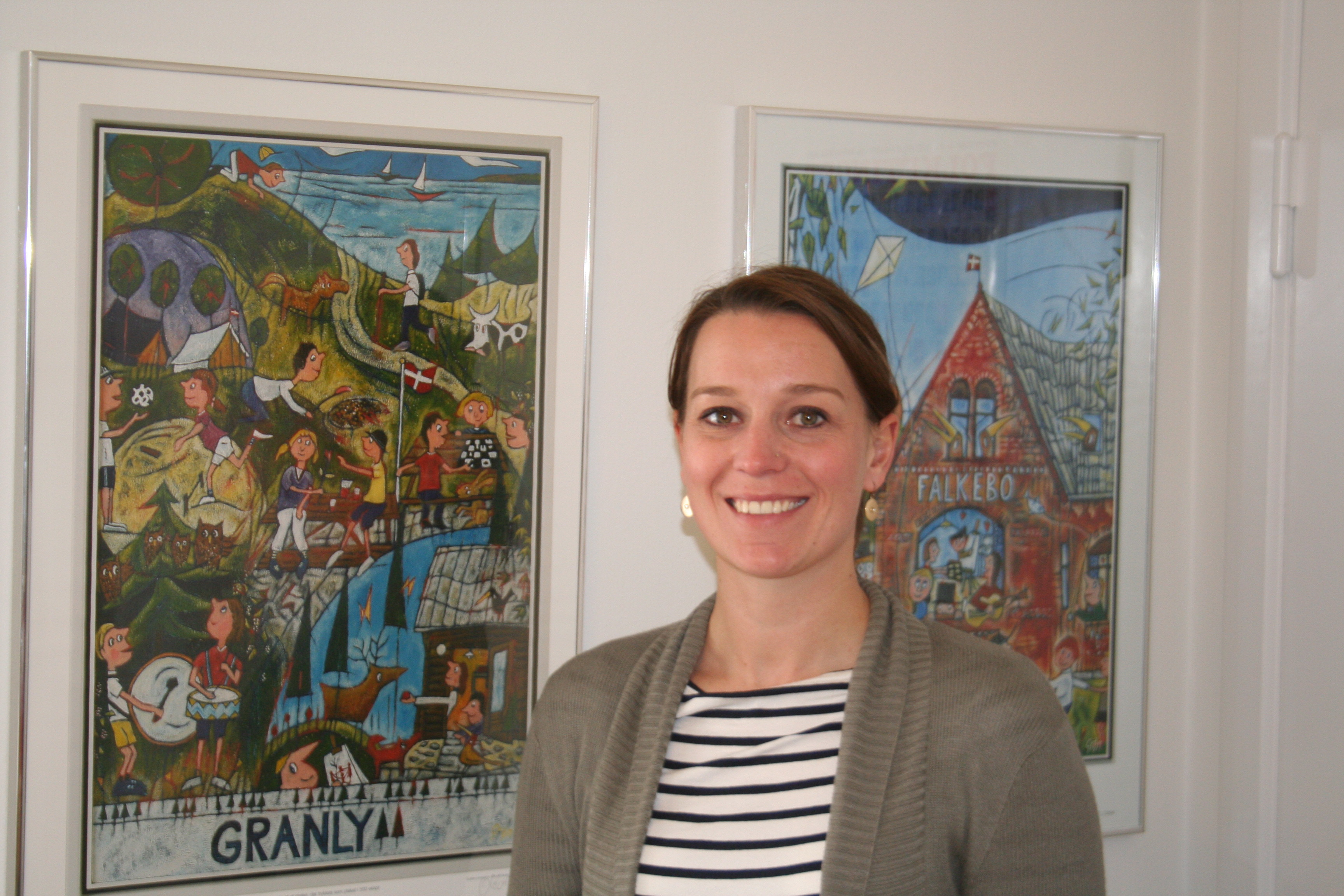
Kirsten Brosbøl 2010

Kirsten Brosbøl (* 14. Dezember 1977 in Odder) ist eine dänische Politikerin der Sozialdemokraten. Von 2014 bis 2015 war sie dänische Umweltministerin. 

## Leben
Brosbøl wuchs als Tochter einer Krankenpflegerin und eines Handwerkers in Odder auf. Nach dem Abitur 1996 studierte sie bis zum Erwerb des Grades Cand.scient.soc Politik an der Roskilde Universitet und an der University of Sussex in Brighton.
Ab 2001 arbeitete sie als studentische Hilfskraft für die sozialdemokratische Folketingsfraktion. 2004 bis 2005 war sie politische Beraterin der dänischen Sozialdemokraten im Europaparlament. 2004 kandidierte sie erstmals im Wahlkreis Skanderborg für das Folketing.
Seit 2005 ist Brosbøl Folketingsabgeordnete, zunächst für den Wahlkreis Aarhus, seit 2007 für den Wahlkreis Østjylland. 
Nach dem Ausscheiden der Volkssozialisten aus der Regierung im Februar 2014 wurde sie als Nachfolgerin Ida Aukens zur Umweltministerin ernannt. 
Brosbøl war zwischen 2005 und 2007 mit dem späteren Finanzminister Nicolai Wammen liiert. Sie lebt heute mit ihrem Partner und dem gemeinsamen Sohn in der Nähe von Aarhus.